# أحمد السنوسي
أحمد السنوسي (1946 - 20 نوفمبر 2015)ممثل تونسي راحل، له العديد من الأعمال المسرحية، والتلفزية والسينمائية.

## أعماله
كان الفنان الراحل أحمد السنوسي من الأوائل المؤسسين للدراما التلفزية بتقمصه لأدوار هامة على غرار أدواره في مسلسلات الدوار والخطاب على الباب و غالية و منامة عروسية  إضافة إلى أعماله المسرحية والسينمائية العديدة.

## المسلسلات
- 1992: الدوار لعبد القادر الجربي: إبراهيم.
- 1993 : العاصفة
- 1995 : فج الرمال
- 1997-1996: الخطاب على الباب لصلاح الدين الصيد: سي عثمان.
- 1999 : غالية : المنور
- 2000 : منامة عروسية
- 2000 : يا زهرة في خيالي
- 2001 : ضفائر
- 2002 : شمس و ظلال
- 2009 : أقفاص بلا طيور

### أفلام تلفزية
- 1985: مفتاح ريبيكا لديفيد هيمينغ: محقق.
- 1993: ليلى، ولدت في فرنسا لميڨال كورتوا: رشيد.
- 2002: طلاق إنشاء للمنصف ذويب: رشيد.
- 2009: أقفاص بلا طيور لعز الدين الحرباوي.
- 2013: أولاد البلاد لمحمد إسماعيل.

## السينما
- 1974: سجنان لعبد اللطيف بن عمار.
- 1976: شمس الضباع لرضا الباهي: الطاهر.
- 1978: علي في بلاد السراب لأحمد الراشدي: أحمد.
- 1982: أغنية مملوك (سراب) لعبد الحفيظ بوعصيدة: أحمد.
- 1983: الكرنفال الكبير لألكسندر أركادي: مختار.
- 1983: معاهدة السلام لرومبرغر هيرفي: إدريس
- 1990: قلب بدوي لفيتوري بلهيبا: فاتح.
- 2002: أغنية الناعورة لعبد اللطيف بن عمار.
- 2004: الأمير لمحمد الزرن: رؤوف.
- 2004: القطار لسلمى بكارو كتيباء الجنابي: رؤوف.
- 2004: علامة العضوية لكمال الشريف.
- 2007: فوسكا لسامي الحاج: (س.م).
- 2008: سفرة جميلة للغاية لخالد غربال: الهاشمي.
- 2012: الأستاذ لمحمود بن محمود.

## وفاته
توفي الممثل أحمد السنوسي صباح الجمعة 20 نوفمبر 2015  بعد صراع طويل مع مرض السرطان عن عمر يناهز 69 عاما.

## روابط خارجية
- أحمد السنوسي على موقع IMDb (الإنجليزية)
- أحمد السنوسي على موقع قاعدة بيانات الأفلام العربية
- أحمد السنوسي على موقع ألو سيني (الفرنسية)
- أحمد السنوسي على موقع أول موفي (الإنجليزية)
- أحمد السنوسي على موقع ديسكوغز (الإنجليزية)
- أحمد السنوسي على موقع قاعدة بيانات الفيلم (الإنجليزية)
- أحمد السنوسي على موقع كينوبويسك (الروسية)